# Іпсонас
34°41′28″ пн. ш. 32°57′18″ сх. д. / 34.691065° пн. ш. 32.955132° сх. д.
Іпсонас — муніципалітет у префектурі Лімасол Республіки Кіпр. Це одне з найбільших сіл в окрузі Лімасол на Кіпрі та розташоване приблизно в 7 кілометрах на захід від міста Лімасол. Південна частина села знаходиться в адміністративних межах британської військової бази Акротірі - Епіскопі. Згідно з даними перепису 2011 року, у ньому мешкали 10 916 осіб.